# ポール・デルレード

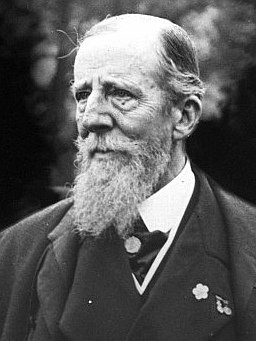
ポール・デルレード

ポール・デルレード（Paul Déroulède、1846年9月2日 - 1914年1月30日）は、フランスの作家・右翼的政治家。愛国者同盟を率いて、フランスのナショナリズムを左翼ナショナリズムから右翼ナショナリズムへと転換させる媒介者となった。

## 生涯
1846年に富裕なカトリック教徒の家庭に生まれる。劇作家を志し、法学を修めたのちに1869年にフランス座で戯曲を上演するも成功には至らなかった。1870年に勃発した普仏戦争に歩兵として従軍しプロシア軍の捕虜となったが、捕虜収容所から脱走しレジオン・ドヌール勲章を受章した。
敗戦後もアルザス＝ロレーヌの失地回復を誓って軍に留まり、1871年のパリ・コミューン鎮圧にはヴェルサイユ政府軍として軍事行動に加わる。1874年に軍を退役し愛国的な劇作家・戦争詩人として活動し、ドイツへの復讐を主張する文章を寄稿した。
1881年にレオン・ガンベッタが首相に就任した際、小学校で軍事的愛国心を教育するための軍事教育委員会が組織され、デルレードは委員のひとりとして参加した。1882年1月にはガンベッタ内閣は倒閣し委員会は解散となったが、ガンベッタ派の政策を継承し、愛国心の高揚や国民精神の育成を目的とした愛国者同盟が同年5月に結成され、デルレードは総代の地位に就いた。愛国者同盟は体制内の組織として出発したが、数年後には体制転覆をもくろむ組織として疑われるようになった。
初期の愛国者同盟はデルレードのように対独復讐のための圧力団体と考える者、ガンベッタのための大衆運動と考える者、スポーツ団体と見なす者など異なる目的を持つ異分子同士の集まりだった。1886年にデルレードは愛国者同盟の総裁となり、権威主義的な手腕で穏健派を追放し、対独復讐と改憲をめざす反共和主義的リーグへと一本化した。
ジョルジュ・ブーランジェがブーランジェ運動を率いて体制変革を目論もうとした際には、愛国者同盟に拠ってブーランジェを支持しクーデター一歩手前の状況にまで事態を推し進めた。1887年の集会ではデルレードは暴力行為の廉で逮捕されている。しかし、1889年3月に愛国者同盟は結社法に違反したという理由から解散命令を受け、ブーランジェが土壇場で国外逃亡するに至り運動は瓦解した。
1889年の総選挙でデルレードは下院議員となり、改革派として活動した。1892年にはパナマ事件への非難からジョルジュ・クレマンソーと決闘するに至った。1893年、イギリス大使館通訳ノートンの偽書事件に巻き込まれ議員を抗議辞任し、その後は郷里に隠棲し詩作や戯曲の創作を行った。
1894年にドレフュス事件が起こり、フランス社会はユダヤ人ドレフュスを支持する人権派と、軍を擁護する反ドレフュス派に二分した。デルレードは人権派として政治活動を再開し1898年5月に政界に復帰した。また、非合法となっていた愛国者同盟も1891年には名を変えて活動を再開しており、1896年には再び愛国者同盟として再結成され、1898年9月にはデルレードも復帰した。
1890年代にはかつて左翼の綱領だった対独復讐と改憲をスローガンとして、反ユダヤ主義と反議会主義を掲げる行動主義右翼が連合を形成した。デルレードは、はじめはドレフュスの無罪を確信していたが、1898年1月に政治的理由により見解を改め反ドレフュス派に転向した。同年9月には「ドレフュスはおそらく無罪だろう。しかし、フランスに罪はない」と述べている。
その後デルレードは倒閣運動を本格化させ、1899年2月のフェリックス・フォール大統領の急死と、その後のパリの騒乱から急造のクーデターを画策したが、軍は蜂起せずクーデターは失敗した。デルレードは軍隊不服従扇動罪で逮捕されたが、5月には証拠不十分で釈放されている。
1899年6月に共和制防衛を掲げてヴァルデック＝ルソー内閣が立ち、8月にはドレフュスの再審が予定されて反ユダヤ右翼リーグの行動が予想された。デルレードは人民投票的共和党の結成を訴えつつ、反ユダヤ主義とナショナリズムを融合させた演説を行い実力行使に備えたが、ヴァルデック＝ルソーは先手を打ってデルレードを含む67人の王党派とナショナリストを政府打倒の陰謀の咎で逮捕した。翌年にデルレードは10年間の国外追放となり、スペインのサン・セバスティアンに身柄を移された。
1905年に恩赦が決定しパリに戻ったが、翌年の選挙では落選し政界復帰の企ては失敗した。
デルレードの思想は、共和体制を支持しながらも強力な大統領権限を主張するなどボナパルティズムと共和制が融合したものであり、ドゴールのフランス第五共和政憲法の原型となる政治構想を抱いていた。